# 7106 Kondakov
7106 Kondakov este un asteroid din centura principală de asteroizi.

## Descriere
7106 Kondakov este un asteroid din centura principală de asteroizi. A fost descoperit pe 8 august 1978 la Observatorul de Astrofizică din Crimeea de Nikolai Cernîh. El prezintă o orbită caracterizată de o semiaxă mare de 2,80 ua, o excentricitate de 0,18 și o înclinație de 9,9° în raport cu ecliptica.